# Pyrenäenrind

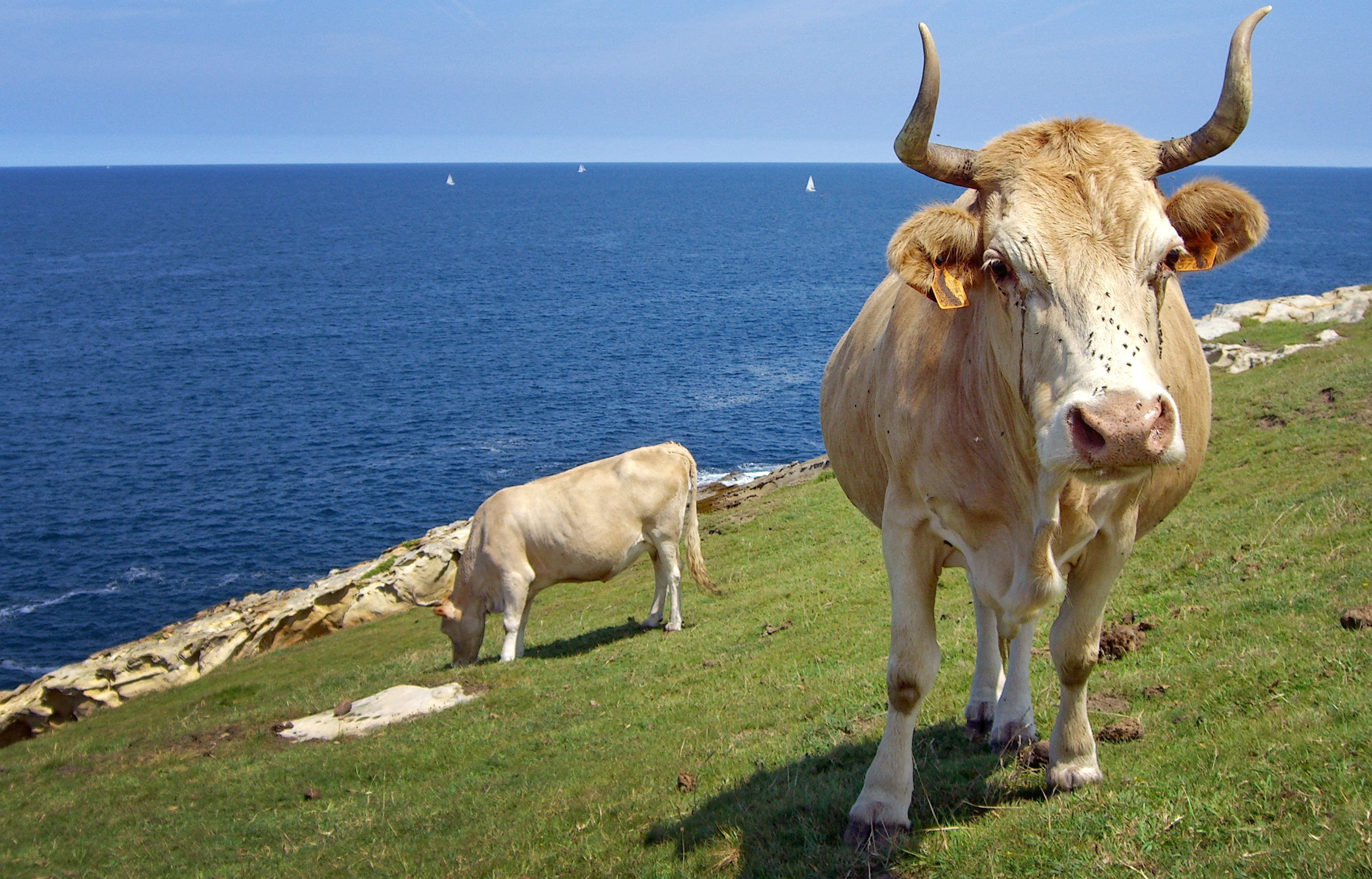
Pyrenäenrind

Das Pyrenäenrind oder Pirenaica ist eine Rinderrasse aus den Pyrenäen.
Eigentlich ist es eine Fleischrinderrasse und findet in diesem Sektor immer noch eine Nische, wenngleich es in den letzten 150 Jahren immer seltener wurde und zu den aussterbenden Haustierrassen gehört.
Das Hauptverbreitungsgebiet befindet sich in Spanien, vor allem in den autonomen Gemeinschaften Baskenland, Navarra, Kantabrien, Aragonien, Katalonien und vereinzelt auch in den Provinzen Soria und Burgos und den Regionen La Rioja und Extremadura. Ein weiteres Verbreitungsgebiet ist Südfrankreich. Außerdem fand es auch Verbreitung in anderen Gebieten wie Piedras Blancas in Chile.
Die Fellfarbe des Pyrenäenrindes ist gelb mit Farbabstufungen an den Schenkelinnenseiten, am Euterspiegel und am Bauch. Die Schleimhäute sind unpigmentiert, der Schwanzansatz meist hoch. Das Pyrenäenrind ist mittelgroß mit einer Körpermasse zwischen 550 und 600 kg. Charakteristisch sind die perlmuttfarbenen Hörner mit gelblichen Spitzen, die bei den Stieren einen Halbmond bilden, während sie bei den Kühen noch länger werden und teilweise eine Lyraform einnehmen.
Die Vorfahren der Pyrenäenrinder waren halbwilde Betizu-Rinder. Die Präsenz des Pyrenäenrinds kann bis in die Jungsteinzeit zurückverfolgt werden. Ende 1995 zählte man 26.511 Tiere. 1905 wurde in Donostia-San Sebastián das erste Herdbuch dieser Rasse gegründet. Durch die Einführung der Rasse Parda Alpina wurde das Pyrenäenrind an den Rand der Ausrottung gebracht, was besonders durch eine Studie der Regionalregierung von Navarra in den 1960er Jahren verdeutlicht wird, der zufolge zu diesem Zeitpunkt in Gipuzkoa nur 40 und in Navarra 1.500 Tiere ins Herdbuch eingetragen waren. Seit damals steigt die Anzahl der Tiere stetig, nicht zuletzt durch die Einführung einer genetisch-funktionellen Zuchtwertschätzung im Jahre 1974, die gemeinsam durch das Spanische Landwirtschaftsministerium und das Nationale Zentrum für Auslese und Tierzucht Movera in Saragossa auf den Weg gebracht wurde. Die typische Form der Schlachttierhaltung ist dabei die Wandertierhaltung zwischen Bergen und Tälern im atlantischen Klima des Baskenlandes mit seinen gemäßigten Temperaturen, was die Nutzung natürlicher Futtermittel erlaubt, die besondere Fleischqualität mit der erwünschten Ausbildung eines erhöhten Fettgewebeanteils hervorbringt und auch zur Landschaftspflege und Umwelterhaltung beiträgt.
Heute wird das Fleisch des Pyrenäenrindes zusammen mit den Rassen Limousin, Pardo-Alpina, Blonde und Terreña unter den geschützten Siegeln Ternera de Navarra und Euskal Okela, dem baskischen Qualitätssiegel, vermarktet, wobei die Pirenaica dominiert.